# سكن غير رسمي

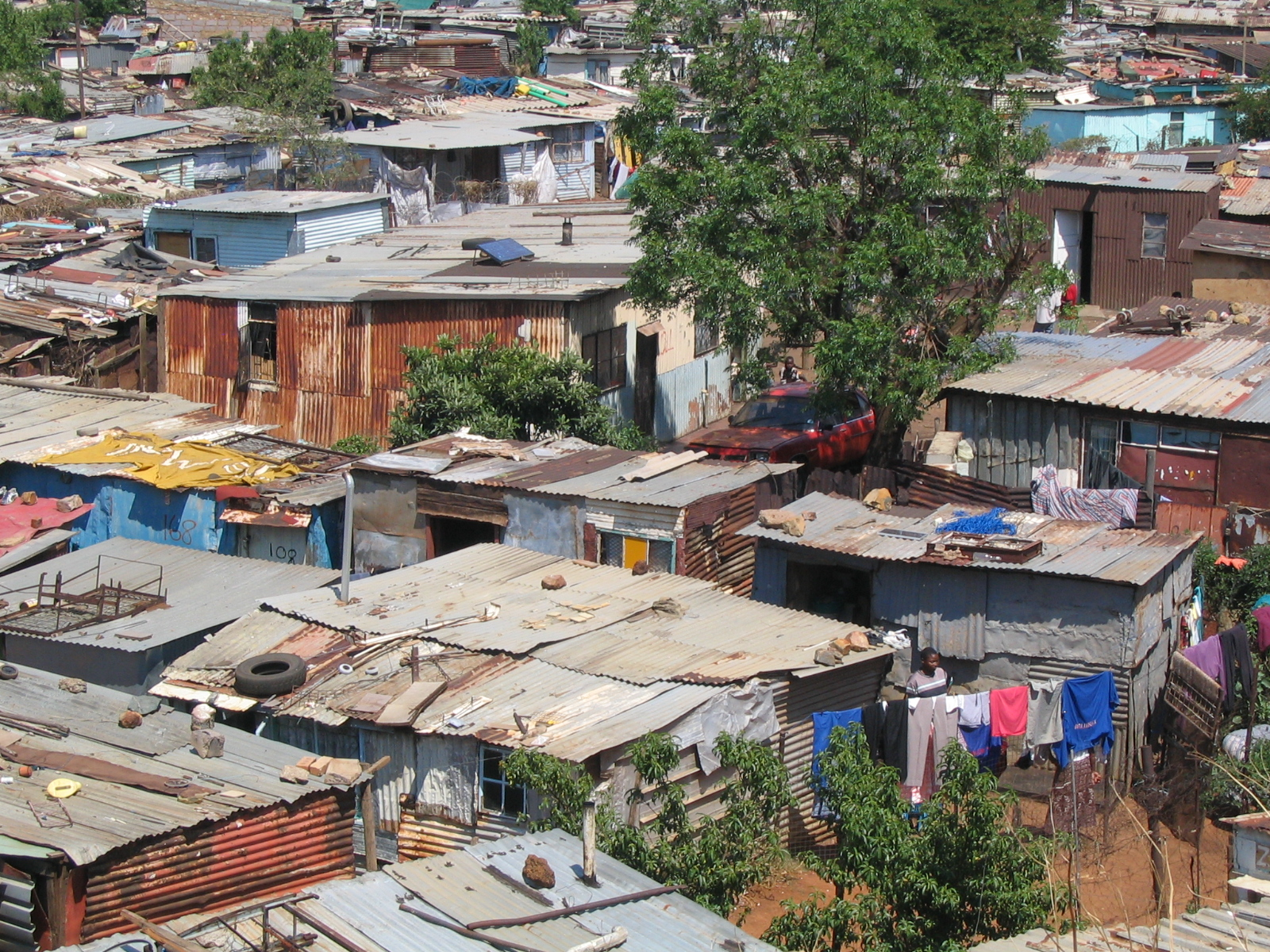
سكن غير رسمي في جنوب أفريقيا.

السكن غير الرسمي أو المستوطنات غير الرسمية، هو شكل من أشكال السكن أو المأوى أو الاستيطان غير القانوني، يقع خارج سيطرة الحكومة أو تنظيمها، أو لا يحظى بحماية الدولة. لذلك، يعد الإسكان غير الرسمي جزءًا من القطاع غير الرسمي.
وجود السكن غير الرسمي يعني التواجد في «حالة من عدم التنظيم، حيث لا يمكن تحديد ملكية واستخدام والغرض من الأرض وفقًا لأي مجموعة محددة من اللوائح أو القوانين». رغم عدم وجود قانون عالمي موحد لملكية العقارات، فإن الساكن غير الرسمي أو المجتمع سيعاني عادةً من نقص في أمان الحيازة العقارية، وبالتالي عدم الوصول السهل أو الموثوق إلى الخدمات المدنية (المياه الصالحة للشرب، إمدادات الكهرباء والغاز، إنشاء وصيانة الطرق، خدمات الطوارئ، الصرف الصحي وجمع النفايات). بسبب الطبيعة غير الرسمية للإشغال، لن تكون الدولة عادة قادرة على جباية الإيجار أو ضرائب الأراضي.
يستخدم مصطلح «السكن غير الرسمي» لوصف السكان غير الرسميين بخلاف أولئك الذين يعيشون في مستوطنات الأحياء العشوائية أو مدن الصفيح. يعرف برنامج الأمم المتحدة للمستوطنات البشرية بشكل أكثر تحديدًا السكن في الأحياء الفقيرة على أنه يفتقر إلى واحدة على الأقل من المعايير التالية: المتانة، مساحة كافية للعيش، مياه آمنة ويمكن الوصول إليها، صرف صحي ملائم، وأمان الحيازة العقارية.
تشمل الفئات أو المصطلحات الشائعة المرتبطة بالسكن غير الرسمي: الأحياء الفقيرة، ومدن الصفيح، والسكن العشوائي، والتشرد، والسكن في الفناء الخلفي وسكان الأرصفة.

## في البلدان النامية
يواجه الناس حول العالم قضايا التشرد وانعدام الأمن في الحيازة العقارية. مع ذلك، قد تسود البلدان النامية ظروف أصعب من غيرها، مما يؤدي إلى لجوء نسبة كبيرة من السكان إلى السكن غير الرسمي. وفقًا لعالمة الاجتماع ساسكيا ساسين، في السباق لتصبح «مدينة عالمية» مع منصات اقتصادية وتنظيمية متطورة لمعالجة عمليات الشركات والأسواق الدولية، غالبًا ما تطلب تدخلات جسدية جذرية في نسيج المدينة، مما يؤدي إلى نزوح «الشركات والأسر المتواضعة ذات الأرباح المنخفضة». يمكن أن يؤدي الصراع المستمر وانعدام الأمن أيضًا إلى إضعاف المؤسسات التي تسجل وتشرع المعاملات العقارية. مثلًا، حتى عام 1991، كان لدى المسؤولين البلديين في مقديشو، الصومال، سجل للأراضي. لكن هذه السجلات تحتفظ بها الآن صومالية مغتربة تعيش في السويد، وتفرض رسومًا للتحقق من سندات الأراضي.
عند افتقار الأسر تفتقر إلى المرونة الاقتصادية لإعادة الشراء في نفس المنطقة أو الانتقال إلى مكان يوفر فرصًا اقتصادية مماثلة، فهي مرشحة رئيسية للسكن غير الرسمي. مثلًا، في مومباي، الهند، أدى النمو الاقتصادي السريع، إلى جانب البنية التحتية الضعيفة، والفساد المستشري، وقوانين الإيجار التقييدية، إلى عدم قدرة المدينة على توفير السكن لنحو 54% من السكان الذين يعيشون الآن سكنًا غير رسمي. غالبًا ما يبنى السكن غير الرسمي تدريجيًا، حيث يكتسب سكان المنازل الموارد والوقت والأمان لبناء الإضافات والتحسينات.
تواجه العديد من المدن في العالم النامي زيادة سريعة في السكن غير الرسمي، مدفوعة بالهجرة الجماعية إلى المدن بحثًا عن العمل أو هربًا من الحرب أو الكوارث البيئية. وفقًا لروبرت نيوويرث، هناك أكثر من مليار شخص (واحد من كل سبعة) يعيشون في مساكن غير رسمية حول العالم. إذا استمرت الاتجاهات الحالية، سيزيد هذا العدد إلى ملياري شخص بحلول عام 2030 (واحد من كل أربعة)، وثلاثة مليارات بحلول عام 2050 (واحد من كل ثلاثة). في المدن الأفريقية، يبنى ما بين نصف إلى ثلاثة أرباع المساكن الجديدة على أراضٍ مكتسبة بطرق غير رسمية. من المتوقع أن تكون المنازل غير الرسمية وسبل العيش غير الرسمية التي تصاحبها سمات مميزة لمدن المستقبل.

## في الولايات المتحدة
يمكن إيجاد السكن غير الرسمي أيضًا في البلدان المتقدمة مثل الولايات المتحدة. تُعتبر الوحدات الثانوية غير المرخصة شكلًا من أشكال السكن غير الرسمي. في عام 2012، من بين إجمالي حوالي 462,000 منزل لأسرة واحدة في لوس أنجلوس، كاليفورنيا، كان هناك ما يُقدر بنحو 50,000 وحدة ثانوية غير مرخصة.